# リトアニア人国民労働者統一運動
リトアニア人国民労働者統一運動（リトアニア語: Vieningasis Lietuvių Nacionaldarbininkų Sąjūdis、略称: VLNDS）は、かつてリトアニアに存在した政党。2007年2月25日にシャウレイにて結党され、2011年まで存在した。ネオナチを標榜する。党首はミンダウガス・ムルザス。なお、リトアニア政府には政党として登録されていなかった。
「北方人種」の優越性を強調する人種主義を採り、排外主義的主張を行う。反ユダヤ主義を広めているほか、同性愛にも反対している。
VLNDSは2011年に解散された。3月20日、シャウレイにてリトアニア人民族連合が結党され、VLNDSの党員が主要メンバーとして関わっている。